# 玛卡莲娜
《瑪卡蓮娜》（西班牙語：Macarena）是由河流二重唱所創作並演唱的西班牙語拉丁流行舞曲，歌曲講述了一位同名女子。這首單曲首次收錄於河流二重唱在1993年發行的專輯《我喜歡》中，它曾在1996下半年至1997年的部分時間裡引發國際流行和舞蹈熱潮。歌曲使用了一種名為敲擊節奏的拉丁樂曲節奏。
2002年，VH1電視台因為《瑪卡蓮娜》將河流二重唱評選為“史上最偉大的一片歌手”。
2008年，《瑪卡蓮娜》在《告示牌》的“史上百大單曲”中名列第五，並在“史上百大拉丁歌曲”中名列第一。

## 單曲介紹

### 創作過程
由於河流二重唱在酒吧表演的大受歡迎，他們於1992年受邀前往南美洲進行巡迴表演。當抵達委內瑞拉的時候，他們被邀請參加了當地經理人古斯塔沃·西斯內羅斯所舉辦的私人派對。

### 音樂風格
《瑪卡蓮娜》的曲子以多種敲擊節奏為特色。 全曲以降A大調為主，並以每分鐘103拍的速度進行；同時全曲始終遵循降A到降G的和弦進程。

### 商業成績
《瑪卡蓮娜》的重混版本1995年在美國發行後，魅力延燒至全球，在告示牌百大單曲榜上蟬連14週冠軍，單曲在美國銷售高達4白金，並在榜內共停留了60週之久，成為1996年的最佳年度單曲。

## 銷量認證
| 認證地區                                                                                                  | 認證機構                   | 認證銷量   | 銷量認證   | 備註                                 |
| --- | -------------------------- | ---------- | ---------- | ------------------------------------ |
| | 澳大利亞唱片業協會         | 3×鉑金唱片 | 210,000△   |                                      |
| 奥地利 | 國際唱片協會奧地利分會     | 鉑金唱片   | 50,000☆    |                                      |
| 比利时 | 比利時娛樂協會             | 2×鉑金唱片 | 100,000☆   |                                      |
| 法國 | 法國唱片出版業公會         | 鑽石唱片   | 910,000    |                                      |
| 德国 | 聯邦音樂產業協會           | 3×黃金唱片 | 750,000△   |                                      |
| 墨西哥 | 不適用                     | 不適用     | 130,000    | 統計的為Maxi單曲四個版本的合計銷量。 |
| 荷蘭 | 荷蘭音像製品製作與進口協會 | 鉑金唱片   | 75,000△    |                                      |
| 新西兰 | 新西兰唱片音乐协会         | 鉑金唱片   | 10,000☆    |                                      |
| 瑞典 | 瑞典唱片業協會             | 金唱片     | 25,000△    |                                      |
| 瑞士 | 國際唱片協會瑞士分會       | 金唱片     | 25,000△    |                                      |
| 英国 | 英國唱片業協會             | 鉑金唱片   | 600,000※   |                                      |
| 美国 | 不適用                     | 不適用     | 150,000    | 統計的為海邊男孩混音版銷量。         |
| 美国 | 美國唱片業協會             | 4×鉑金唱片 | 3,700,000  |                                      |
| 合計 |                            |            |            |                                      |
| 全球 | 全球                       | 不適用     | 10,000,000 |                                      |
| 備註： 1. △僅統計獲認證的銷售量； 2. ☆僅統計獲認證的出貨量； 3. ※統計數據包括獲認證的銷售量與流媒體數據。 |                            |            |            |                                      |

### 出典
1. ↑  . Billboard.   [2022-01-14]. （原始内容存档于2008-09-13） （英语）.
2. ↑  . Billboard.   [2022-01-14]. （原始内容存档于2008-09-13） （英语）.
3. ↑  . 明尼蘇達公共廣播（英语：Minnesota Public Radio）. 2016-10-04  [2022-01-16]. （原始内容存档于2022-04-30） （英语）.
4. ↑  . SimplyPopMusic.com. 2016-01-01  [2022-01-16]. （原始内容存档于2017-08-16） （英语）.
5. ↑  . Musicnotes, Inc.   [2022-01-16]. （原始内容存档于2022-04-30） （英语）.

## 外部鏈接
- 豆瓣音乐上《瑪卡蓮娜（海邊男孩混音版）》的資料 （简体中文）